# Голоднюк Олександр Миколайович
Олекса́ндр Микола́йович Голодню́к — український військовослужбовець, генерал-майор Збройних сил України. Кавалер ордена Данила Галицького (2022), лицар ордена Богдана Хмельницького II (2013) і III (2009) ступенів.

## Життєпис
У 2025 році перебував на посаді першого заступника начальника Генерального штабу Збройних Сил України.
Станом на 2020 рік заступник командувача Сухопутних військ України, начальник управління з морально-психологічного забезпечення Командування Сухопутних військ України.
Станом на 2024 — начальник Головного управління психологічної підтримки персоналу ЗС України.

## Нагороди
- нагрудний знак "Суворовське військове училище СРСР"[4];
- відзнака Командувача Сухопутних військ України[4];
- орден Богдана Хмельницького II ступеня (24 серпня 2013) — за вагомий особистий внесок у захист державного суверенітету, забезпечення конституційних прав і свобод громадян, зміцнення економічної безпеки держави, високопрофесійне виконання службового обов'язку та з нагоди 22-ї річниці незалежності України[5];
- орден Богдана Хмельницького III ступеня (27 травня 2009) — за вагомий особистий внесок у справу підтримання миру і стабільності у різних регіонах світу, зміцнення міжнародного авторитету Української держави та з нагоди Міжнародного дня миротворців Організації Об'єднаних Націй[6];
- Орден Данила Галицького (11 квітня 2022) — за особисту мужність і самовіддані дії, виявлені у захисті державного суверенітету та територіальної цілісності України, вірність військовій присязі[7].
- медаль "За військову службу Україні" (28 вересня 2022) — за особисту мужність і самовіддані дії, виявлені у захисті державного суверенітету та територіальної цілісності України, вірність військовій присязі[8]

## Військові звання
- полковник (до 5 грудня 2017);
- генерал-майор (від 5 грудня 2017)[9].